# Zonámatl
Zonámatl är en ort i Mexiko.   Den ligger i kommunen Chicontepec och delstaten Veracruz, i den sydöstra delen av landet, 210 km nordost om huvudstaden Mexico City. Zonámatl ligger 166 meter över havet och antalet invånare är 332.
Terrängen runt Zonámatl är platt åt nordost, men åt sydväst är den kuperad. Runt Zonámatl är det ganska tätbefolkat, med 65 invånare per kvadratkilometer. Närmaste större samhälle är Chicontepec de Tejada, 13,7 km väster om Zonámatl. Trakten runt Zonámatl består till största delen av jordbruksmark.